# Амвросий Медиолански
Свети Амвросий Медиолански (на латински: Sanctus Ambrosius) е християнски светец, епископ на Милано, богослов и проповедник. 
Един от четиримата велики латински отци на Църквата, доктор на църквата (от лат. „doctor ecclesiae“), почитан като светец и от православните християни и от католиците, както и от англикани и лутерани. Чества се на 7 декември. Името му е рядко и произлиза от думата "амброзия". Като епископ на Милано води усилена борба с арианската ерес и отстоява чистотата на християнството.

## Биография
Роден е около 340 г. в гр. Тревир (днес Трир, Германия) в римско християнско семейство. Неговият брат, Сатирий (Satyrus), и сестра му Марцелина (известна като Света Марчелина), също са канонизирани за светци.
През 352 г., след смъртта на бащата на Амвросий, семейството му се преселва в Рим, където Амвросий получава много добро образование. През 370 г. завършва обучението си и започва работа първоначално като юрист в префектурата на гр. Сирмиум (днес Сремска Митровица, Сърбия), а впоследствие и като съветник на префекта на Италия – Проба, християнин, който го цени и покровителства. 
През 373 г. Амвросий заема длъжността префект на Северна Италия с резиденция в Медиолан (днес Милано), който по това време е втори по големина град в Италия след Рим. По время наместничеството на Амвросий, той е арена на остри разпри между арианите и ортодоксалните християни. През 374 г. те стават пречка за избирането на нов епископ, понеже всяка фракция има свой кандидат; като компромис е кандидатурата на Амвросий, който се ползва с уважение сред местните, но той отначало отказва защото не е кръстен, но после се съгласява, когато и император Валентиниан I се изказва в полза на кандидатурата му и (на 30 ноември 374 г.) се кръщава. След това е ръкоположен за свещеник и на 7 декември е назначен за епископ, като преминава за 7 дни през всички степени на църковната йерархия. 
Като епископ Авросий води добродетелен и аскетичен начин на живот. Проявява се като противник на арианите. Под неговото ръководство в Милано са построени 2 базилики – Амвросианска базилика и Апостолска базилика (днес - църква „Свети Назарий“) и е основан мъжки манастир. През 395 г. осъжда Теодосий Велики и сина му Аркадий за убийството на 7000 разбунтували се граждани на Солун при така нареченото Солунско клане. По-късно той се помирява с тях. Умира на 4 април 397 г.

## Творчество
Автор е на множество богословски трудове. Сред творбите му са „Светият Дух“ (De Spiritu Sancto; The Holy Spirit), „За тайнството на въплъщението Госпоодне“ (De incarnationis Dominicae sacramento), коментари върху Стария и Новия Завет, 91 писма, колекция от химни, запазени откъси от негови проповеди и др.